# Tula Deelert
Tula Deelert (thailändisch ตุลา ดีเลิศ, * 1. Oktober 1999) ist ein thailändischer Fußballspieler.

## Karriere
Tula Deelert erlernte das Fußballspielen in der Jugend vom Ranong United FC. Hier unterschrieb er im Januar 2022 auch seinen ersten Vertrag. Der Verein aus Ranong spielte in der zweiten thailändischen Liga, der Thai League 2. Sein Zweitligadebüt gab Tula Deelert am 30. April 2023 (34. Spieltag) im Auswärtsspiel gegen den Chiangmai FC. Bei der 3:2-Niederlage wurde er in der 90.+4 Minute für Narongrit Wongsila eingewechselt. Am Ende der Saison musste er mit Ranong als Tabellenvorletzter den Weg in die dritte Liga antreten. Nach insgesamt drei Ligaspielen wurde sein Vertrag im Sommer 2024 nicht verlängert.